# Impatiens angustiflora
Impatiens angustiflora är en balsaminväxtart som beskrevs av Joseph Dalton Hooker. Impatiens angustiflora ingår i släktet balsaminer, och familjen balsaminväxter. Inga underarter finns listade i Catalogue of Life.